# نوویادگاروفسکایا
نوویادگاروفسکایا (انگلیسی: Novoyadgarovskaya) یک شهرک در شهرستان کویورگازینسکی جمهوری باشقیرستان در کشور روسیه است.